# Cuộn phim Patterson-Gimlin

Khung hình 352 của cuộn phim, được cho là mô tả một con Bigfoot cái, có biệt danh không chính thức là "Patty," đang ngoảnh lại nhìn Patterson và Gimlin

Cuộn phim Patterson-Gimlin (còn được gọi là phim Patterson hay PGF) là một đoạn phim ngắn của Mỹ về một con vật không xác định mà các nhà quay phim khẳng định là một con Bigfoot. Đoạn phim được quay vào năm 1967 ở Bắc California, và kể từ đó, nhiều nhà phê bình không ngừng nỗ lực để chứng minh nó là thật hoặc là giả.
Đoạn phim được quay gần Lạch Bluff, một phụ lưu của Sông Klamath, khoảng 25 dặm dọc con đường đốn gỗ phía tây bắc Orleans, California, Hạt Del Norte. Địa điểm quay phim tọa lạc khoảng 38 dặm phía nam Oregon và 18 dặm phía đông Thái Bình Dương. Qua nhiều thập kỷ, vị trí chính xác của cuộc chạm trán đã thất lạc do thảm thực vật mọc lại um tùm sau trận lụt năm 1964. Địa điểm quay phim được tái phát hiện vào năm 2011. Địa điểm nằm phía nam của đoạn lạch chảy về phía bắc, được người địa phương gọi một cách không chính thức là "bowling alley".
Roger Patterson (14/2/1933 - 15/2/1972) và Robert "Bob" Gimlin (18/10/1931) là hai nhân vật quay phim. Patterson qua đời vì ung thư vào năm 1972 và "kiên định cho đến cuối đời rằng con vật trong phim là thật". Bằng hữu của Patterson, Gimlin, phủ nhận rằng đây là trò bịp của Patterson. Gimlin tránh thảo luận công khai về cuộn phim từ đầu những năm 1970 cho đến khoảng năm 2005 (trừ ba lần xuất hiện), sau khoảng thời gian đó, ông bắt đầu nhận phỏng vấn và xuất hiện tại các hội nghị Bigfoot.
Cuộn phim dài 23,85 feet (trước đó có 76,15 feet cảnh quay "trên lưng ngựa"), bao gồm tổng cộng 954 khung hình, có tổng thời lượng là 59,5 giây và ở tốc độ 16 khung hình trên giây (FPS). Grover Krantz cho hay, nếu như bộ phim thực chất được quay ở tốc độ 18 FPS, thì sự kiện này đã kéo dài 53 giây. Ngày quay phim là 20/10/1967 theo như hai nhân chứng, mặc dù một số nhà phê bình tin rằng nó đã được quay trước đó.

## Bối cảnh
Patterson cho biết ông bắt đầu quan tâm đến Bigfoot sau khi đọc một bài báo về sinh vật của Ivan T. Sanderson trên tạp chí True vào tháng 12 năm 1959. Năm 1961, Sanderson xuất bản cuốn Abominable Snowmen: Legend Come to Life, một cuộc khảo sát toàn cầu về những vụ trông thấy những sinh vật giống Bigfoot, bao gồm cả những phát hiện gần đây, v.v. Marian Place sau này có viết:
Năm 1962, anh ấy có đến lạch Bluff và phỏng vấn một loạt những người tin vào Bigfoot. Năm 1964 anh ấy quay lại đó và gặp một người đếm củi tên Pat Graves, người đưa anh ấy đến Đồng cỏ Laird. Ở đó, Patterson thấy những dấu vết còn mới—đối với anh ấy đây là một trải nghiệm lạnh cả xương sống, cực kì thú vị. Sẽ thực là một sự kiện cực lớn—một đột phá khoa học—nếu anh ấy có thể chứng minh những dấu vết này thuộc về một loài vật mà từ trước đến nay người ta chưa biết, chứ không phải chỉ là trò đùa của những tên chơi khăm! Nếu anh ấy thành công, anh ấy sẽ nổi tiếng! và giàu có!
Nhưng than ôi, danh tiếng và tiền tài đã không đến với anh ấy năm đó, cũng không phải năm sau, cũng không phải năm nữa. Patterson đã đầu tư thời gian và tiền đô để rà soát lãnh thổ Bigfoot và Sasquatch. Anh ấy bị chế giễu liên tục và thiếu tiền.... anh ấy thành lập... Quỹ nghiên cứu Tây Bắc. Thông qua đó, anh gây được quỹ.... Dấu hiệu rất đáng khích lệ và cho phép anh ấy dẫn đầu nhiều cuộc thám hiểm.... Năm 1966, anh ấy xuất bản một cuốn sách bìa mềm bằng tiền của mình.... Anh ta dùng thu nhập từ việc bán hàng và thuyết giảng tại quỹ tìm kiếm. Sau những cuộc thám hiểm bất thành, từng người một bỏ cuộc. Nhưng Patterson thì không.

Patterson tự mình xuất bản cuốn Do Abominable Snowmen of America Really Exist? vào năm 1966. Cuốn sách "chỉ là một bộ sưu tập các mẩu báo được ghép cùng với văn xuôi kiểu trò xiếc của Patterson". Tuy nhiên, cuốn sách bao gồm 20 trang phỏng vấn và thư từ chưa được công bố trước đó, 17 bức vẽ của Patterson về các cuộc chạm trán được mô tả trên văn bản, 5 bản đồ vẽ tay (hiếm trong các cuốn sách Bigfoot tiếp theo), và gần 20 hình ảnh và hình minh họa từ các nguồn khác nhau. Cuốn sách được tái bản lần một vào năm 1996 bởi Chris Murphy, và sau đó được tiếp tục tái phát hành  vào năm 2005 với tựa The Bigfoot Film Controversy, thêm 81 trang tài liệu bổ sung của Murphy.
Trước khi quay phim vào tháng 10/1967, Patterson có đến thăm Los Angeles vào những dịp sau:
- Roger lái xe đến Hollywood vào năm 1964 và thăm nhạc sĩ kiêm tay guitar nhạc rock Jerry Lee Merritt, một người Yakima sống ở Hollywood hồi đó.[23][24] Ông lúc đó đang cố gắng tìm mối bán phát minh đồ chơi hoop của mình.[25][26]
- Năm 1966, ông lại đến thăm Merritt một lần nữa, vẫn đang cố rao bán đồ chơi của mình.[27]

Merritt sau đó quay trở lại Yakima và thành hàng xóm của Patterson, rồi thành cộng tác viên của ông trong phim tài liệu Bigfoot.
- Sau đó vào năm 1966, ông và Merritt lái xe xuống LA vì nhiều mục đích. Patterson đến thăm ngôi sao phim cao bồi Roy Rogers để được giúp đỡ.[29] Ông cũng đang cố gắng bán ponies-and-wagon của mình cho Disneyland hoặc Knott's Berry Farm.[30]
- Vào mùa hè năm 1967, sau khi nhận được 700 đô-la từ Radfords và quay một số phim tài liệu, họ cố gắng bất thành để thu hút các nhà đầu tư tài trợ thêm cho bộ phim Bigfoot đang bị thai nghén.[31] Họ giữ bản quyền và đăng ký nhãn hiệu thuật ngữ "Bigfoot".[32]

Cả Patterson và Gimlin đều là những tay đua cưỡi ngựa và võ sĩ nghiệp dư, vô địch địa phương trong các hạng cân của họ. Patterson có chơi bóng đá hồi ở trung học.
Vào tháng 10/1967, Patterson và Gimlin lên đường đến Rừng Quốc gia Six Rivers ở Bắc California. Họ đi bằng xe tải của Gimlin, mang theo đồ dự phòng và ba con ngựa. Patterson chọn nơi đây do có nhiều tin đồn về sinh vật lạ và các dấu chân khổng lồ trong quá khứ, kể từ năm 1958. (Sự quen thuộc của ông với khu vực và cư dân nơi đây từ các chuyến thăm trước đó cũng có thể đã ảnh hưởng lên quyết định của ông khi chọn địa điểm khảo sát.)
Phát hiện gần đây nhất trong số các báo cáo ở nơi này là dấu vết tại Núi Lạch Blue gần đó, được điều tra bởi nhà báo John Green, thợ săn Bigfoot René Dahinden, và nhà khảo cổ học Don Abbott từ ngày 28 tháng 8 năm 1967. Patterson biết tin này thông qua người vợ của ông và ngay sau đó Al Hodgson, chủ sở hữu của Cửa hàng tạp hóa Lạch Willow, cũng hay tin đó.

## Cuộc chạm trán
Câu chuyện là thế này, vào đầu giờ chiều thứ Sáu 20/10/1967, Patterson và Gimlin đang cưỡi ngựa lên phía đông bắc (ngược dòng) dọc theo bờ đông của Lạch Bluff. Vào khoảng 1:15 đến 1:40 chiều, họ "tới một cái cây bị lật với bộ rễ khổng lồ tại ngã rẽ của con lạch, cao gần bằng một căn phòng".
Khi họ vòng qua nó, "có một logjam-một cái tổ quạ-sót lại từ trận lụt năm 64", và rồi họ phát hiện ra con vật đằng sau đống đó dường như ngay lập tức. Nó đang "cúi mình cạnh con lạch bên trái" hoặc "đứng" ở đó, trên bờ đối diện. Gimlin sốc nhẹ khi lần đầu thấy con vật.
Patterson ban đầu ước tính chiều cao của nó ở mức 6 feet 6 inch (1,98 m) đến 7 feet (2,1 m), và sau đó nâng ước tính lên khoảng 7 feet 6 inch (2,29 m). Một số nhà phân tích sau này, điển hình là nhà nhân chủng học Grover Krantz, cho rằng ước tính sau này của Patterson bị thổi phồng thêm 1 feet (0,30 m). Ước tính của Gimlin chỉ vào tầm 6 feet (1,8 m).
Bộ phim cho thấy những gì Patterson và Gimlin khẳng định là một con vật giống vượn to lớn, lông lá, đi bằng hai chân, với bộ lông ngắn, "màu nâu bạc" hoặc "màu nâu đỏ sẫm" hoặc "đen" bao phủ toàn bộ cơ thể, bao gồm cả bộ ngực nổi bật của nó. Con số trong phim nói chung khớp với các mô tả về Bigfoot được cung cấp bởi những người từng nhận là đã nhìn thấy con vật.
Theo Patterson, ông đứng cách con vật ít nhất phải khoảng 25 feet (7.6 m). Patterson kể rằng con ngựa của ông vươn dậy khi nhìn thấy con vật và ông mất khoảng 20 giây để tháo yên, kiềm chế con ngựa và đi vòng sang phía bên kia, để lấy máy ảnh trong túi ngựa trước khi có thể chạy về phía con vật và vận hành máy quay. Ông la lên với Gimlin "Yểm trợ tôi", "ý là rút súng ra". Gimlin lội qua con lạch trên lưng ngựa sau khi Patterson đã chạy lên trước, đi về bên trái và đằng trước của Patterson. Perez ước tính ông đã tiếp cận chừng 60–90 feet (18–27 m) của "Patty". Sau đó, với khẩu súng trường trong tay, ông xuống ngựa, nhưng không chĩa vào con vật.
Con vật bỏ xa họ tầm 120 feet (37 m) trước khi Patterson bắt đầu đuổi theo nó. Bộ phim (dài khoảng 59,5 giây ở tốc độ 16 FPS) ban đầu khá lắc lư cho đến khi Patterson tiếp cận tầm 80 feet (24 m). Đúng lúc đó, con vật liếc qua vai phải về phía những người quay phim và Patterson đã quỳ xuống; trên biểu đồ của Krantz, nó tương ứng với khung thứ 264. Theo nhà nghiên cứu John Green, Patterson mô tả biểu hiện của sinh vật này là "sự khinh bỉ và ghê tởm... kiểu như khi trọng tài nói với bạn 'thêm một từ và bạn ra khỏi cuộc chơi.' Đó là cảm giác của nó."
Ngay sau đó, đoạn giữa ổn định của bộ phim bắt đầu, bao gồm khung ngoảnh lại nổi tiếng thứ 352. Patterson nói, "nó ngoái nhìn tổng cộng, tôi nghĩ là, ba lần", lần 1 là trước khi bộ phim bắt đầu và/hoặc trong khi ông đang chạy với ngón tay trong cò súng. Ngay sau khi liếc qua vai trên phim, sinh vật biến mất sau một lùm cây trong 14 giây, xuất hiện trở lại vào 15 giây cuối cùng của cuộn phim sau khi Patterson di chuyển 10 feet (3.0 m) đến điểm thuận lợi hơn, rồi lại tan biến vào lùm cây và mất tích ở khoảng cách 265 feet (81 m) khi cuộn phim kết thúc.
Gimlin lên ngựa và lần theo nó, giữ khoảng cách cho đến khi không còn thấy nó ở một khúc rẽ cách đó ba trăm yard (270 m). Patterson kêu Gimlin quay lại vào thời điểm đó do cảm thấy nguy hiểm khi đi bộ mà không có súng trường và có thể có một con đực bạn tình lẩn quanh đó. Toàn bộ cuộc chạm trán kéo dài chưa đầy hai phút.
Tiếp đó, Gimlin và Patterson quây những con ngựa lại. Chúng đã chạy theo hướng ngược lại, xuôi dòng, trước khi bộ phim bắt đầu. Patterson lấy cuộn phim thứ hai từ túi yên của mình và quay lại con đường. Sau đó, họ lần dấu "Patty" một dặm hoặc ba dặm (4,8 km), nhưng "mất dấu nó do nhiều bụi cây". Họ trở lại khu trại của họ ba dặm về phía nam, rồi quay lại địa điểm quay phim để đo bước sải chân con vật và lấy hai mẫu plaster dấu chân trái và phải.

### Chi tiết
Theo Patterson và Gimlin, họ là hai nhân chứng duy nhất của cuộc chạm trán ngắn ngủi với thứ mà họ cho là một con sasquatch. Các lời khai tựu chung tương đồng nhau, nhưng tác giả Greg Long đã nhận thấy có một số chi tiết không nhất quán. Họ bất đồng khi nói về phản ứng của những con ngựa khi nhìn thấy sinh vật. Patterson có vẻ phóng đại các ước tính về kích thước của sinh vật trong các lần thuật lại sau về cuộc chạm trán. Tuy vậy, Long lập luận, những khác biệt này có thể coi là không đáng kể, nhưng với những tuyên bố quá đỗi phi thường của Patterson và Gimlin, bất kỳ sự bất tương quan nào về câu chuyện hoặc trí nhớ đều phải được nêu tên.
Những người bảo vệ bộ phim lên tiếng rằng những kẻ chơi khăm có động cơ thương mại sẽ "bàn thẳng câu chuyện của họ" trước đó để không bị bất đồng khi phỏng vấn, và do vậy sẽ không tạo ra một bộ đồ sinh vật với các đặc điểm và hành vi có thể kiểm định một cách khách quan được.
Có bằng chứng phản đối nghiêm túc hơn khi bàn về "thời gian biểu" của bộ phim. Điều này rất quan trọng do ta được biết phim Kodachrom II chỉ có thể được xử lý (photographic development) bởi một phòng thí nghiệm có dụng cụ trên 60.000 đô-la, và một vài phòng thí nghiệm ở Bờ Tây bấy giờ không thể xử lý ảnh trong vòng vài ba ngày. Al DeAtley, anh rể của Patterson, không nhớ nơi em mình rửa ảnh hay nơi ông ấy nhận ảnh.
Các nhà phê bình cho rằng có quá nhiều sự kiện diễn ra giữa lúc quay phim (sớm nhất vào 1:15) và lúc hai nhân chứng đến Lạch Willow (muộn nhất vào 6:30). Daegling viết, "Tất cả các vấn đề về dòng thời gian đều tan biến nếu bộ phim được quay vài ngày hoặc vài giờ trước đó. Nếu đây là sự thật, người ta phải tự hỏi rằng liệu còn chi tiết nào khác của câu chuyện này là bịa đặt." Những người bảo vệ bộ phim phản biện rằng dù khung thời gian rất kín, nó vẫn có thể khả thi.

## Các sự kiện ngay sau đó
Vào khoảng 6:30 tối, Patterson và Gimlin gặp Al Hodgson tại cửa hàng tạp hóa ông mở ở Lạch Willow, khoảng 54,3 dặm về phía nam bằng đường bộ, khoảng 28,8 dặm bằng Đường Lạch Bluff, từ trại của họ đến cuối đường Lạch Bluff và 25,5 dặm phía dưới Đường cao tốc Liên bang California 69 tới Lạch Willow. Patterson dự định lái xe đến Eureka để chuyển phát bộ phim. Vào thời điểm đó, hoặc lúc ông đến khu vực Eureka/Arcata, ông gọi cho Al DeAtley (anh rể của ông ở Yakima) để chuẩn bị nhận bộ phim ông gửi. Ông yêu cầu Hodgson gọi cho Donald Abbott, mà Grover Krantz mô tả là "nhà khoa học uy tín duy nhất có mối quan tâm nghiêm túc về [Bigfoot]", và hy vọng ông ấy sẽ giúp họ tìm kiếm sinh vật bằng chó săn. Hodgson có gọi cho Abbott, nhưng bị từ chối. Krantz lập luận rằng cuộc gọi cùng ngày này là bằng chứng chống lại một trò lừa bịp, ít nhất là về phía Patterson.
Sau khi giao bộ phim, họ quay lại chỗ trại để bắt lũ ngựa. Trên đường, họ "tạt qua Trạm kiểm lâm Lower Trinity, theo kế hoạch, khoảng 9:00 tối. Tại đây, họ gặp Syl McCoy [một người bạn khác] và Al Hodgson." Lúc này Patterson gọi cho tờ Times-Standard ở Eureka và cung cấp câu chuyện của ông. Họ tới khu trại vào khoảng nửa đêm. Tầm 5 hoặc 5:30 sáng hôm sau, trời bắt đầu mưa to, Gimlin trở lại hiện trường quay phim từ trại và che các bản plaster dấu chân bằng vỏ cây để bảo vệ chúng khỏi nước mưa. Al Hodgson cho họ mấy cái hộp các tông nhằm mục đích này nhưng chúng bị để bên ngoài lâu quá nên ướt sũng, ông đành bỏ chúng vì không dùng được.
Khi Gimlin trở lại trại, ông và Patterson quyết định từ bỏ kế hoạch tìm kiếm con vật và ra về vì sợ mưa bão sẽ cuốn trôi lối thoát của họ. Họ cố đi ra bằng "con đường thấp" (đường lạch Bluff) nhưng bị chặn lại bởi một trận lở đất, họ bèn đi con đường núi Onion dốc đứng khiến xe tải của họ bị trượt; đành phải mượn trái phép một cái máy xúc lật gần đó để kéo xe tải lên. Chuyến về nhà của họ từ khu trại dài khoảng 580 dặm, 28,8 dặm nếu đi theo con đường đốn gỗ, và khoảng 110 dặm nếu đi Tuyến 96 quanh co. Lái một chiếc xe tải chở ba con ngựa và dừng thường xuyên, hai ông có lẽ đã mất tầm 13 tiếng để về đến nhà tối thứ bảy với tốc độ trung bình 45 dặm/giờ; sẽ mất tổng cộng 14,5 tiếng nếu đi với tốc độ trung bình 40 dặm/giờ.
"Trợ lý quản lý gỗ" thuộc Cục Kiểm lâm Hoa Kỳ Lyle Laverty có nói: "Tôi [và nhóm 3 người, trên một chiếc xe jeep] đã đi qua địa điểm vào thứ Năm ngày 19 hoặc thứ Sáu ngày 20" và không thấy dấu vết nào. Sau khi biết tin về cuộc chạm trán của Patterson vào kỳ nghỉ cuối tuần của họ, Laverty và nhóm của ông trở lại địa điểm vào thứ Hai, ngày 23 và chụp sáu bức ảnh dấu chân. (Laverty sau đó phục vụ với tư cách là Trợ lý Bộ trưởng Nội vụ dưới thời George W. Bush.) Thợ nhồi bông Robert Titmus đã đến địa điểm này cùng với chị gái và anh rể của mình 9 ngày sau đó. Titmus lấy mẫu plaster 10 dấu chân liên tiếp của sinh vật và cố gắng hình dung lại các chuyển động của Patterson và sinh vật trên họa đồ.

## Tốc độ quay phim
Một yếu tố làm phức tạp cuộc tranh luận về bộ phim là trong lúc Patterson vội vã quay con vật, ông đã không để ý đến tốc độ của máy quay. Ông khẳng định là bình thường có thói quen đặt máy quay ở tốc độ 24 FPS. Máy ảnh Cine-Kodak K-100 của ông có tủy chỉnh ở các tốc độ 16, 24, 32, 48 và 64 FPS, nhưng không có điểm dừng bất chợt và có khả năng quay phim ở bất kỳ tốc độ khung hình nào trong phạm vi này. Grover Krantz đã viết, "Patterson nói rõ với John Green rằng ông nhớ là, sau khi quay phim, máy ảnh của ông được đặt ở 18 FPS...." Có ý kiến cho rằng Patterson đã đọc nhầm "16" thành "18".
- "Tiến sĩ D.W. Grieve, một nhà giải phẫu học chuyên ngành cơ sinh học con người... đã đánh giá các khả năng khác nhau" liên quan đến tốc độ phim và không tài nào đưa ra được kết luận. Ông "thú nhận là rất bối rối và không chắc chắn" bởi "rất có khả năng rằng nó [vật thể trong phim] có thật".[75]
- Nhà vượn học John Napier tuyên bố rằng "nếu bộ phim được quay ở tốc độ 24 khung hình/giây thì bước đi của sinh vật không thể phân biệt được với người thường. Nếu được quay ở 16 hoặc 18 khung hình/giây, có một số điểm không giống với dáng đi của người. Napier cho rằng "có khả năng Patterson đã đặt ở mức 24 khung hình/giây" bởi vì nó "phù hợp nhất với đài phát TV", những cũng thừa nhận rằng "điều này hoàn toàn là suy đoán."[76][77]
- Krantz lập luận trên cơ sở phân tích của Igor Bourtsev rằng, vì ta có chiều cao của Patterson (5'2 "hoặc 5'3"), ta có thể tính toán được tốc độ của ông ta. Tốc độ này rồi có thể được đồng bộ với các lần nảy máy quay khi Patterson tiếp cận con vật. Theo cơ sở phân tích này, Krantz cho rằng tốc độ 24 khung hình/giây có thể nhanh chóng bị loại bỏ và "[chúng tôi] có thể loại bỏ 16 khung hình/giây một cách an toàn và chấp nhận tốc độ 18 FPS." [78]
- René Dahinden thấy rằng "cảnh quay những con ngựa trước đoạn Bigfoot trông rất giật và không tự nhiên khi được chiếu ở 24 FPS."[79] Và Dahinden đã thử nghiệm tại địa điểm phim bằng cách cho nhiều người đi nhanh qua con đường của sinh vật và báo cáo: "Không ai trong chúng tôi... có thể đi được quãng đường đó trong 40 giây [952 khung hình/24 FPS = 39,6 giây],... vì vậy tôi đã loại bỏ 24 FPS."[79]
- Bill Munns có viết: "Một nhà nghiên cứu tên Bill Miller đã tìm thấy dữ liệu kỹ thuật từ một kỹ thuật viên Kodak nói rằng máy ảnh K-100 được điều chỉnh để ngay cả khi ta chỉnh thành 16 khung hình/giây, máy ảnh thực sự chạy ở tốc độ 18 khung hình/giây.... Tôi hiện có chín máy ảnh K-100.... Tôi đã thử một máy ảnh và đạt 18 khung hình/giây, nhưng phần còn lại vẫn cần thử nghiệm [và tất cả đều có "phim chạy qua máy ảnh"]."[80]

## Phân tích
Ít nhà khoa học uy tín quan tâm đến cuộn phim Patterson-Gimlin. Tuyên bố của các nhà khoa học đã xem bộ phim trong buổi chiếu hoặc những nhà khoa học đã nghiên cứu bộ phim được ghi lại trên Tạp chí phim Bigfoot của Chris Murph. Những phản biện thường thấy bao gồm: Cả người và tinh tinh đều không có bộ ngực đầy lông như trong phim, và Napier lưu ý rằng một đỉnh dọc giữa "chỉ thỉnh thoảng được nhìn thấy, không đáng kể, ở những con tinh tinh [sic] cái". Các nhà phê bình lập luận rằng các đặc điểm này là bằng chứng chống lại bộ phim. Krantz phản bác lại quan điểm đó, luận rằng "một đỉnh dọc giữa... liên quan đến kích thước tuyệt đối của một cá thể."
Nhà nhân chủng học David Daegling có viết, "những người hoài nghi không cảm thấy họ phải đưa ra lập luận chi tiết chống lại bộ phim; gánh nặng của bằng chứng đúng ra, phải nằm ở những người ủng hộ." Tuy nhiên, chưa có lập luận thuyết phục nào chống lại tính xác thực của bộ phim, Daegling lưu ý rằng "bộ phim vẫn chưa biến mất." hơn nữa, Krantz lập luận rằng trong số nhiều ý kiến được đưa ra về bộ phim Patterson, "chỉ vài trong số những ý kiến này là dựa trên chuyên môn kỹ thuật và nghiên cứu cẩn thận về bộ phim."
Về chất lượng của bộ phim, các tái bản hoặc bản sao từ các sản phẩm TV và DVD đều thua kém các bản lần thứ nhất. Nhiều khung hình ban đầu bị mờ do máy rung và chất lượng của các khung hình tiếp theo thay đổi vì cùng một lý do. Ổn định bộ phim (ví dụ, bản của M. K. Davis) để chống lại hiệu ứng rung máy đã cải thiện khả năng phân tích của người xem. Bàn về "độ hạt" (graininess, nghĩa là độ chi tiết của một bản phim), Bill Munns viết, "Dựa trên độ trong suốt của máy ảnh gốc,... bản gốc PGF có độ hạt mịn như bất kỳ phim 16mm màu nào có thể đạt được." Ông nói thêm rằng độ hạt tăng lên khi hình ảnh được phóng to.

### Các nghiên cứu khoa học

#### Bernard Heuvelmans
Nhà động vật học và "cha đẻ của ngành động vật học bí ẩn" Bernard Heuvelmans, cho rằng sinh vật trong phim Patterson là một người cải trang. Ông cho rằng lông của con vật quá đồng đều; lông trên ngực không giống linh trưởng; đến mông của nó cũng không đủ tách biệt; và phản ứng không quá sợ hãi của nó khi bị hai con người tiếp cận.

#### John Napier
Chuyên gia linh trưởng nổi tiếng John Napier (từng là giám đốc của Chương trình sinh học linh trưởng Smithsonian) là một trong số ít các nhà khoa học chính thống không chỉ phê bình bộ phim Patterson-Gimlin mà còn nghiên cứu bằng chứng về Bigfoot trong cuốn sách năm 1973 của ông, Bigfoot: The Sasquatch and Yeti in Myth and Reality.
Napier thừa nhận khả năng Bigfoot là một sinh vật có thực, nói rằng: "Tôi tin rằng Sasquatch tồn tại." Nhưng ông lập luận chống lại bộ phim: "Hầu như không còn nghi ngờ gì nữa rằng các bằng chứng khoa học đã được thu thập ám chỉ một trò lừa bịp nào đó. Sinh vật mô tả trong phim không phù hợp với các phân tích chuyển động" Napier đưa ra một số lý do cho sự hoài nghi của ông. Đầu tiên, chiều dài của "dấu chân hoàn toàn không khớp với chiều cao tính toán của nó". Thứ hai, dấu chân thuộc kiểu hình "đồng hồ cát", điều mà ông rất nghi ngờ. (Đáp lại, Barbara Wasson chỉ trích logic của Napier về chiều dài.)
Ông nói thêm, "Tôi không nhìn thấy cái phéc-mơ-tuya nào, và tôi vẫn không thể. Tới đây có lẽ chúng ta nên gạt nó sang một bên. Có lẽ đó là một người đàn ông mặc đồ da khỉ, nếu vậy thì đây là một trò lừa bịp tuyệt vời và tên thủ phạm vô danh sẽ soán ngôi những kẻ chơi khăm vĩ đại nhất thế giới. Có lẽ đây là bộ phim đầu tiên về một loại vượn nhân mới, xa lạ với khoa học, nếu vậy Roger Patterson xứng đáng được sánh ngang với Dubois, người phát hiện ra loài Pithecanthropus erectus, hoặc Raymond Dart ở Johannesburg, người dẫn nhập tổ tiên trực tiếp của loài người cho toàn thế giới, Australopithecus phius."

#### Esteban Sarmiento
Esteban Sarmiento là một chuyên gia về nhân chủng học thể chất tại Bảo tàng Lịch sử Tự nhiên Hoa Kỳ. Ông có 25 năm kinh nghiệm với các loài vượn lớn trong tự nhiên. Ông viết, "Tôi đã tìm thấy một số điểm không nhất quán về ngoại hình và hành vi mà có thể chứng minh sự giả mạo... nhưng không có gì để đi đến kết luận đây là giả." Chỉ trích của ông là: "Lòng bàn chân của con vật có vẻ nhợt nhạt, nhưng lòng bàn tay dường như sẫm màu. Không có một loài động vật có vú nào tôi biết có màu gan bàn chân khác biệt lớn như vậy so với lòng bàn tay." Tuyên bố gây tranh cãi nhất của ông là: "Các cơ mông, mặc dù lớn, không biểu lộ một khe hở giống như ở người." "Tỷ lệ cơ thể:... Theo tất cả các giá trị tương đối ở trên, Bigfoot đều nằm trong phạm vi con người và khác biệt rõ rệt với bất kỳ loài vượn còn sống hay đã hóa thạch nào như 'australopithecine'." (Ví dụ, chỉ số IM nằm trong phạm vi người thường.) Và: "Tôi ước tính khối lượng của Bigfoot nằm trong khoảng từ 190 đến 240 lbs."